# Чемпионат СССР по хоккею с мячом 1975/1976
28-й чемпионат СССР по хоккею с мячом проходил с 20 ноября 1975 года по 23 марта 1976 года.
В высшей лиге играли 14 команд. Сыграно 182 матча, в них забито 1377 мячей.
Чемпионом СССР стала команда «Динамо» (Москва).

## Результаты матчей чемпионата
| М  | Команда                            | 1        | 2        | 3        | 4        | 5        | 6       | 7        | 8        | 9        | 10      | 11       | 12      | 13      | 14       | В  | Н | П  | Мячи            | О  |
| -- | ---------------------------------- | -------- | -------- | -------- | -------- | -------- | ------- | -------- | -------- | -------- | ------- | -------- | ------- | ------- | -------- | -- | - | -- | --------------- | -- |
| 1  | «Динамо» (Москва)                  |          | 2:4 3:3  | 5:5 3:2  | 6:6 3:1  | 7:3 5:4  | 8:5 4:5 | 4:0 6:1  | 5:3 7:2  | 7:0 11:4 | 8:3 6:4 | 11:2 5:1 | 8:3 5:0 | 5:0 7:3 | 6:1 2:4  | 20 | 3 | 3  | 149 — 69 = + 80 | 43 |
| 2  | «Динамо» (Алма-Ата)                | 3:3 4:2  |          | 8:4 1:5  | 2:2 3:3  | 4:2 3:5  | 2:0 1:1 | 13:1 4:2 | 7:3 5:2  | 9:3 3:4  | 9:3 5:1 | 11:3 4:5 | 7:2 4:3 | 4:2 2:1 | 10:1 8:3 | 18 | 4 | 4  | 136 — 66 = + 70 | 40 |
| 3  | «Волга» (Ульяновск)                | 2:3 5:5  | 5:1 4:8  |          | 6:1 4:6  | 6:4 4:9  | 3:2 4:4 | 5:3 2:2  | 12:3 2:3 | 9:1 3:3  | 4:3 8:3 | 3:2 6:4  | 7:4 4:4 | 7:1 3:4 | 10:3 5:1 | 15 | 5 | 6  | 133 — 87 = + 46 | 35 |
| 4  | «Зоркий» (Красногорск)             | 1:3 6:6  | 3:3 2:2  | 6:4 1:6  |          | 7:3 3:12 | 6:3 1:5 | 9:3 3:4  | 2:0 1:4  | 9:6 3:2  | 6:2 3:4 | 8:3 5:2  | 4:2 3:2 | 4:1 3:1 | 8:5 1:0  | 16 | 3 | 7  | 108 — 88 = + 20 | 35 |
| 5  | СКА (Хабаровск)                    | 4:5 3:7  | 5:3 2:4  | 9:4 4:6  | 12:3 3:7 |          | 4:0 3:6 | 5:5 5:2  | 1:2 5:4  | 7:4 3:3  | 8:1 2:2 | 6:3 4:4  | 3:3 0:3 | 7:3 5:3 | 9:4 5:3  | 13 | 5 | 8  | 124 — 94 = + 30 | 31 |
| 6  | СКА (Свердловск)                   | 5:4 5:8  | 1:1 0:2  | 4:4 2:3  | 5:1 3:6  | 6:3 0:4  |         | 5:6 2:7  | 5:2 7:4  | 6:1 1:2  | 3:2 4:4 | 7:1 2:5  | 8:2 3:2 | 5:2 7:2 | 7:2 8:1  | 14 | 3 | 9  | 111 — 81 = + 30 | 31 |
| 7  | «Енисей» (Красноярск)              | 1:6 0:4  | 2:4 1:13 | 2:2 3:5  | 4:3 3:9  | 2:5 5:5  | 7:2 6:5 |          | 4:2 1:4  | 5:4 4:6  | 2:2 2:4 | 4:4 3:1  | 3:2 0:0 | 3:2 1:8 | 6:3 3:0  | 10 | 5 | 11 | 77 — 105 = — 28 | 25 |
| 8  | «Уральский трубник» (Первоуральск) | 2:7 3:5  | 2:5 3:7  | 3:2 3:12 | 4:1 0:2  | 4:5 2:1  | 4:7 2:5 | 4:1 2:4  |          | 5:5 3:3  | 1:5 1:0 | 5:4 3:5  | 6:4 5:3 | 4:1 2:4 | 6:3 6:3  | 11 | 2 | 13 | 85 — 104 = — 19 | 24 |
| 9  | «Кузбасс» (Кемерово)               | 4:11 0:7 | 4:3 3:9  | 3:3 1:9  | 2:3 6:9  | 3:3 4:7  | 2:1 1:6 | 6:4 4:5  | 3:3 5:5  |          | 5:3 3:5 | 8:4 1:6  | 8:1 2:4 | 4:3 8:0 | 4:3 2:6  | 9  | 4 | 13 | 96 — 123 = — 27 | 22 |
| 10 | «Локомотив» (Иркутск)              | 4:6 3:8  | 1:5 3:9  | 3:8 3:4  | 4:3 2:6  | 2:2 1:8  | 4:4 2:3 | 4:2 2:2  | 0:1 5:1  | 5:3 3:5  |         | 2:0 1:4  | 4:2 4:4 | 1:4 1:2 | 4:3 4:1  | 8  | 4 | 14 | 72 — 100 = — 28 | 20 |
| 11 | «Старт» (Горький)                  | 1:5 2:11 | 5:4 3:11 | 4:6 2:3  | 2:5 3:8  | 4:4 3:6  | 5:2 1:7 | 1:3 4:4  | 5:3 4:5  | 6:1 4:8  | 4:1 0:2 |          | 5:3 3:6 | 2:2 1:1 | 3:4 5:1  | 7  | 4 | 15 | 82 — 116 = — 34 | 18 |
| 12 | «Водник» (Архангельск)             | 0:5 3:8  | 3:4 2:7  | 4:4 4:7  | 2:3 2:4  | 3:0 3:3  | 2:3 2:8 | 0:0 2:3  | 3:5 4:6  | 4:2 1:8  | 4:4 2:4 | 6:3 3:5  |         | 4:1 2:5 | 5:3 7:4  | 6  | 4 | 16 | 77 — 109 = — 32 | 16 |
| 13 | «Вымпел» (Калининград Моск. обл.)  | 0:5 3:7  | 1:2 2:4  | 4:3 1:7  | 1:3 1:4  | 3:5 3:7  | 2:7 2:5 | 8:1 2:3  | 4:2 1:4  | 0:8 3:4  | 2:1 4:1 | 1:1 2:2  | 5:2 1:4 |         | 2:2 2:3  | 6  | 3 | 17 | 60 — 97 = — 37  | 15 |
| 14 | «Североникель» (Мончегорск)        | 4:2 1:6  | 3:8 1:10 | 1:5 3:10 | 0:1 5:8  | 3:5 4:9  | 1:8 2:7 | 0:3 3:6  | 3:6 3:6  | 6:2 3:4  | 1:4 3:4 | 1:5 4:3  | 4:7 3:5 | 3:2 2:2 |          | 4  | 1 | 21 | 67 — 138 = — 61 | 9  |

В верхних строках таблицы приведены результаты домашних матчей, а в нижних-результаты игр на выезде.

## Итоговая таблица чемпионата
| Команда                               | И  | В  | Н | П  | М      | О  |
| ------------------------------------- | -- | -- | - | -- | ------ | -- |
| 1. «Динамо» (Москва)                  | 26 | 20 | 3 | 3  | 149:69 | 43 |
| 2. «Динамо» (Алма-Ата)                | 26 | 18 | 4 | 4  | 136:66 | 40 |
| 3. «Волга» (Ульяновск)                | 26 | 15 | 5 | 6  | 133:87 | 35 |
| 4. «Зоркий» (Красногорск)             | 26 | 16 | 3 | 7  | 108:88 | 35 |
| 5. СКА (Хабаровск)                    | 26 | 13 | 5 | 8  | 124:94 | 31 |
| 6. СКА (Свердловск)                   | 26 | 14 | 3 | 9  | 111:81 | 31 |
| 7. «Енисей» (Красноярск)              | 26 | 10 | 5 | 11 | 77:105 | 25 |
| 8. «Уральский трубник» (Первоуральск) | 26 | 11 | 2 | 13 | 85:104 | 24 |
| 9. «Кузбасс» (Кемерово)               | 26 | 9  | 4 | 13 | 96:123 | 22 |
| 10. «Локомотив» (Иркутск)             | 26 | 8  | 4 | 14 | 72:100 | 20 |
| 11. «Старт» (Горький)                 | 26 | 7  | 4 | 15 | 82:116 | 18 |
| 12. «Водник» (Архангельск)            | 26 | 6  | 4 | 16 | 77:109 | 16 |
| 13. «Вымпел» (Калининград Моск. обл.) | 26 | 6  | 3 | 17 | 60:97  | 15 |
| 14. «Североникель» (Мончегорск)       | 26 | 4  | 1 | 21 | 67:138 | 9  |

## Составы команд и авторы забитых мячей
1. «Динамо» (Москва) (17 игроков): Александр Теняков (15; −25), Геннадий Шишков (20; −44) — Евгений Герасимов (23; 24), Виктор Мартынов (22; 0), Леонид Палладий (22; 0), Владимир Буренков (14; 0), Евгений Горбачёв (23; 3), Александр Дудин (21; 2), Владимир Плавунов (26; 8), Вячеслав Соловьёв (24; 10), Владимир Янко (26; 5), Михаил Гордеев (16; 1), Георгий Канарейкин (20; 19), Анатолий Козлов (19; 5), Юрий Лизавин (26; 47), Валерий Маслов (23; 14), Владимир Тарасевич (21; 11).
2. «Динамо» (Алма-Ата) (19 игроков): Миннеула Азизов (24), Александр Иордан (15) — Владимир Алексеев (24; 0), Тостанбек Аринов (25; 0), Геннадий Любченко (25; 1), Яков Апельганец (22; 0), Фарит Зигангиров (21; 1), Леонид Лобачёв (20; 11), Вячеслав Панёв (25; 8), Борис Третьяков (25; 6), Николай Шмик (16; 0), Евгений Агуреев (26; 41), Сергей Битков (22; 11), Валерий Бочков (19; 14), Вячеслав Горчаков (20; 1), Александр Ионкин (26; 24), Борис Чехлыстов (26; 18). В составе команды также выступали Виктор Перевозчиков (2; 0), Анатолий Соколов (7; 0).
3. «Волга» (Ульяновск) (20 игроков): Владимир Кузнецов (21), Леонард Мухаметзянов (18) — Виталий Агуреев (20; 2), Вячеслав Лампеев (18; 1), Борис Малявкин (22; 0), Владимир Михеев (24; 0), Виктор Солдатов (19; 0), Раип Фасхутдинов (15; 0), Владимир Мишурнов (20; 3), Сергей Наумов (18; 1), Владимир Терехов (25; 9), Михаил Тонеев (25; 17), Николай Афанасенко (26; 37), Вячеслав Дорофеев (14; 2), Владимир Куров (22; 20), Геннадий Кушнир (24; 20), Владимир Масленников (19; 1), Анатолий Рушкин (21; 20). В составе команды также выступали вратарь Александр Господчиков (2; 0), Вячеслав Казаков (8; 0).
4. «Зоркий» (Красногорск) (17 игроков): Валерий Мозгов (26) — Александр Григорьев (18; 0), Александр Гуляев (21; 0), Сергей Майборода (26; 18), Евгений Манкос (26; 11), Анатолий Мосягин (23; 11), Александр Никитин (23; 1), Юрий Петров (26; 46), Виктор Рыбин (25; 7), Владимир Рыбин (22; 0), Николай Сазонов (23; 0), Алексей Семёнов (22; 1), Николай Соловьёв (25; 1), Николай Чегодаев (26; 11). В составе команды также выступали Владимир Климов (3; 0), Сергей Лапин (12; 1), и вратарь Владимир Болденко (6).
5. СКА (Хабаровск) (17 игроков): Валерий Косс (13), Сергей Лазарев (13) — Владимир Башан (26; 35), Виктор Булдыгин (20; 18), Александр Волков (23; 4), Анатолий Гладилин (25; 1), Анатолий Данилов (15; 0), Сергей Данилов (18; 5), Владимир Ивашин (23; 23), Виктор Ковалёв (25; 6), Сергей Кузнецов (17; 0), Владимир Момотов (13; 0), Александр Першин (22; 11), Владимир Петров (18; 0), Сергей Слепов (24; 7), Юрий Тишин (26; 11), Валерий Чухлов (13; 3).
6. СКА (Свердловск) (20 игроков): Виктор Замараев (8), Валерий Попков (20) — Александр Артемьев (11; 0), Леонид Воронин (25; 0), Александр Гусев (22; 1), Николай Дураков (6; 2), Александр Измоденов (26; 3), Семён Ковальков (25; 3), Владимир Матвеев (21; 1), Леонид Павловский (19; 0), Сергей Пискунов (17; 14), Валерий Полодухин (23; 1), Дмитрий Репях (25; 0), Анатолий Романов (23; 21), Владимир Савченко (5; 0), Александр Сивков (26; 40), Сергей Титлин (1; 0), Борис Удодов (26; 8), Владимир Харев (6; 0), Валерий Эйхвальд (21; 17).
7. «Енисей» (Красноярск) (20 игроков): Сергей Ефремов (8), Леонид Паценкер (24) — Владимир Артёмов (23; 15), Александр Гурин (21; 2), Владимир Гуртовой (8; 0), Юрий Иванов (26; 9), Константин Колесов (23; 0), Александр Корешников (3; 1), Сергей Корешников (16; 1), Владимир Куманёв (22; 0), Виктор Ломанов (24; 8), Сергей Ломанов-ст. (21; 18), Виктор Лыков (25; 0), Андрей Пашкин (24; 21), Геннадий Преловский (19; 0), Виталий Савлук (19; 0), Валерий Селиванов (21; 1), Евгений Фирсов (1; 0), Виктор Шакалин (21; 0), Сергей Шиповалов (19; 1).
8. «Уральский трубник» (Первоуральск) (19 игроков): Геннадий Михайловских (20), Владимир Чермных (20) — Александр Бревнов (17; 3), Евгений Великанов (4; 0), Сергей Гладких (25; 0), Владимир Глушков (19; 1), Владимир Денисов (20; 15), Николай Денисов (21; 4), Александр Дубов (22; 5), Александр Зверев (21; 1), Евгений Злоказов (17; 1), Сергей Королёв (25; 6), Сергей Максименко (16; 7), Александр Мальцев (26; 29), Владимир Мозговой (24; 2), Юрий Панченко (26; 1), Владимир Скуридин (19; 4), Александр Хайдуков (24; 6), Юрий Черных (8 ; 0).
9. «Кузбасс» (Кемерово) (18 игроков): Виктор Иордан  (21), Виктор Турлаков (16) — Владимир Бахаев (26; 11), Сергей Береснев (24; 11),  Владимир Евтушенко (7; 0), Владислав Ермолов (24; 20), Виктор Жданов (22; 1), Валерий Журавлёв (23; 28), Анатолий Измаденов (16; 1), Владимир Китов (9; 0), Владимир Коровин (26; 5), Александр Куземчик (25; 5), Сергей Лихачёв (10; 2), Виктор Масленников (18; 1), Валерий Рябченко (25; 0), Сергей Свердлов (23; 5), Николай Усольцев (18; 6), Валерий Шаповалов (13; 0).
10. «Локомотив» (Иркутск) (18 игроков): Виктор Елизаров (5), Леонид Князьков (24) — Виктор Баранов (23; 2), Юрий Блохин (18; 0), Вячеслав Говорков (23; 10), Евгений Данилов (23; 0), Валентин Клименко (25; 1), Виталий Колесников (25; 3), Александр Комаровский (26; 21), Геннадий Кондаков (21; 11), Юрий Максимов (19; 2), Сергей Сиротенко (25; 0), Борис Хандаев (25; 14), Игорь Хандаев (22; 4), Виктор Шаров (15; 2). В команде также выступали Анатолий Бойко (3; 0), Геннадий Савельев (4; 2) и Сергей Семёнов (9; 0).
11. «Старт» (Горький) (20 игроков): Александр Кадышев (25), Виктор Федулов (14)— Юрий Гаврилов (20; 0), Евгений Горячев (24; 6), Анатолий Грезнев (17; 0), Олег Грибов (25; 4), Юрий Катаев (19; 0), Виктор Колбинов (23; 2), Сергей Кондрашов (14; 1), Вячеслав Крыгин (23; 21), Владимир Куликов (24; 7), Валерий Осипов (21; 0), Анатолий Паршин (26; 1), Геннадий Перфильев (25; 6), Виктор Пугачёв (26; 21), Александр Рычагов (23; 0), Александр Стухин (22; 13), Вячеслав Таболкин (15; 0), Валерий Тараканов (1; 0), Валерий Чернов (7; 0).
12. «Водник» (Архангельск) (19 игроков): Сергей Драчев (19), Виталий Сандул (8) — Сергей Гава (24; 10), Виктор Грайм (25; 0), Валерий Кашкарёв (22; 0), Вячеслав Малахов (24; 10), Александр Митричев (24; 8), Сергей Некрасов (15; 1), Виталий Петровский (25; 4), Алексей Попов (23; 5), Сергей Попов (25; 6), Сергей Семёнов (24; 23), Вячеслав Серов (21; 7), Александр Скирденко (23; 0), Александр Шкаев  (12; 3). В составе команды также выступали Владимир Лысанов (6; 0), Виктор Митрофанов (9; 0), Андрей Панин (1; 0) и Анатолий Сорокин (7; 0).
13. «Вымпел» (Калининград Московской области) (21 игрок): Алексей Кичигин (2), Виктор Коротков (2), Владимир Пахомов (25) − Геннадий Баданин (18; 0), Евгений Базаров (25; 2), Сергей Баранников (19; 2), Виктор Ветчинов (5; 0), В. Горячев (2; 0), Евгений Данилов (14; 1), Олег Загороднев (15; 3), Валерий Ильин (19; 0), Валентин Кучин (21; 8), Расик Мухаметзянов (16; 4), Юрий Парыгин (25; 5), Владимир Перепелов (7; 0), Анатолий Попов (25; 19), Валерий Разгоняев (21; 0), Николай Семёнычев (19; 1), Виктор Стариков (24; 2), Геннадий Шахманов (23; 13), Владимир Шевелин (15; 0).
14. «Североникель» (Мончегорск) (20 игроков): Валерий Кононов (8), Виктор Федорков (17) — Николай Балдин (23; 11), Виктор Балков (22; 5), Анатолий Клеймёнов (25; 17), Владимир Лещенко (25; 0), Александр Осокин (24; 1), Виктор Осокин (25; 0), Евгений Павлюченков (25; 0), Николай Полушин (25; 10), Валерий Приходько (25; 2), Александр Саксонов (22; 2), Сергей Тепляков (25; 6), Валерий Чулочников (21; 2), Виктор Ширшов (23; 2). В команде также выступали Николай Ефимов (4; 0), Сергей Кузнецов (4; 0), Валерий Привалов (8; 1), Валерий Рылеев (6; 8) и вратарь Анатолий Бондарев (5).

Лучший бомбардир — Юрий Лизавин, «Динамо» (Москва) — 47 мячей.
По итогам сезона определён список 22 лучших игроков.

## Первая группа класса «А»
Соревнования прошли с 5 декабря 1975 года по 8 февраля 1976 года. 17 команд, разбитых на три подгруппы, оспаривали по две путёвки от каждой подгруппы в финальную часть.

### Первая подгруппа
| М | Команда                    | 1               | 2               | 3               | 4               | 5               | 6               | В  | Н | П  | Мячи           | О  |
| - | -------------------------- | --------------- | --------------- | --------------- | --------------- | --------------- | --------------- | -- | - | -- | -------------- | -- |
| 1 | «Север» (Северодвинск)     |                 | 2:1 2:0 4:3 6:0 | 3:3 3:1 8:1 3:6 | 4:4 5:2 1:6 3:5 | 6:2 1:0 5:3 1:2 | 1:1 3:0 2:2 3:0 | 12 | 4 | 4  | 66 — 42 = + 24 | 28 |
| 2 | «Фили» (Москва)            | 3:4 0:6 1:2 0:2 |                 | 8:7 4:2 3:4 4:3 | 9:2 7:2 3:2 2:3 | 6:3 2:5 2:2 2:0 | 5:2 5:1 2:3 3:1 | 11 | 1 | 8  | 71 — 56 = + 15 | 23 |
| 3 | «Торпедо» (Сызрань)        | 1:8 6:3 3:3 1:3 | 4:3 3:4 7:8 2:4 |                 | 4:7 6:3 3:1 4:7 | 4:1 2:2 4:1 2:4 | 6:3 4:1 2:4 3:2 | 9  | 2 | 9  | 71 — 72 = — 1  | 20 |
| 4 | «Родина» (Киров)           | 6:1 5:3 4:4 2:5 | 2:3 3:2 2:9 2:7 | 1:3 7:4 7:4 3:6 |                 | 3:1 1:2 1:4 1:2 | 4:1 5:1 4:2 3:4 | 9  | 1 | 10 | 66 — 68 = — 2  | 19 |
| 5 | «Строитель» (Сыктывкар)    | 3:5 2:1 2:6 0:1 | 2:2 0:2 3:6 5:2 | 1:4 4:2 1:4 2:2 | 4:1 2:1 1:3 2:1 |                 | 6:1 4:2 1:6 1:4 | 8  | 2 | 10 | 46 — 56 = — 10 | 18 |
| 6 | «Красная заря» (Ленинград) | 2:2 0:3 1:1 0:3 | 3:2 1:3 2:5 1:5 | 4:2 2:3 3:6 1:4 | 2:4 4:3 1:4 1:5 | 6:1 4:1 1:6 2:4 |                 | 5  | 2 | 13 | 41 — 67 = — 26 | 12 |

### Вторая подгруппа
| М | Команда                      | 1                  | 2                | 3               | 4                  | 5                | 6                | 7               | В  | Н | П  | Мячи             | О  |
| - | ---------------------------- | ------------------ | ---------------- | --------------- | ------------------ | ---------------- | ---------------- | --------------- | -- | - | -- | ---------------- | -- |
| 1 | «Юность» (Омск)              |                    | 5:0 8:0 2:6 3:4  | 3:0 6:4 2:4 7:3 | 10:1 12:1 10:2 8:2 | 7:3 9:3 4:3 9:0  | 9:2 11:2 6:2 8:1 | 7:1 8:1 9:2 6:2 | 21 | 0 | 3  | 169 — 49 = + 120 | 42 |
| 2 | «Хромпик» (Первоуральск)     | 6:2 4:3 0:5 0:8    |                  | 3:4 5:3 3:1 2:2 | 2:2 4:2 3:3 2:3    | 1:1 11:2 4:3 3:5 | 6:2 7:4 5:6 7:0  | 9:0 6:2 2:7 4:2 | 13 | 4 | 7  | 99 — 72 = + 27   | 30 |
| 3 | «Труд» (Куйбышев)            | 4:2 3:7 0:3 4:6    | 1:3 2:2 4:3 3:5  |                 | 1:1 7:4 2:3 5:4    | 4:1 4:2 4:5 1:2  | 5:3 7:4 6:4 5:7  | 3:0 3:2 3:2 1:4 | 12 | 2 | 10 | 82 — 79 = + 3    | 26 |
| 4 | «Никельщик» (Верхний Уфалей) | 2:10 2:8 1:10 1:12 | 3:3 3:2 2:2 2:4  | 3:2 4:5 1:1 4:7 |                    | 7:2 4:3 3:3 5:7  | 7:1 5:3 3:5 2:3  | 4:1 4:3 2:1 2:3 | 9  | 4 | 11 | 76 — 101 = — 25  | 22 |
| 5 | «Труд» (Краснотурьинск)      | 3:4 0:9 3:7 3:9    | 3:4 5:3 1:1 2:11 | 5:4 2:1 1:4 2:4 | 3:3 7:5 2:7 3:4    |                  | 2:2 5:4 4:5 4:3  | 8:2 3:2 0:2 1:0 | 9  | 3 | 11 | 72 — 100 = — 28  | 21 |
| 6 | «Нефтяник» (Новокуйбышевск)  | 2:6 1:8 2:9 2:11   | 6:5 0:7 2:6 4:7  | 4:6 7:5 3:5 4:7 | 5:3 3:2 1:7 3:5    | 5:4 3:4 2:2 4:5  |                  | 8:4 5:3 3:0 1:3 | 8  | 1 | 15 | 80 — 124 = — 44  | 17 |
| 7 | «Локомотив» (Оренбург)       | 2:9 2:6 1:7 1:8    | 7:2 2:4 0:9 2:6  | 2:3 4:1 0:3 2:3 | 1:2 3:2 1:4 3:4    | 2:0 0:1 2:8 2:3  | 0:3 3:1 4:8 3:5  |                 | 5  | 0 | 19 | 49 — 102 = — 53  | 10 |

### Третья подгруппа
| М | Команда                       | 1                | 2               | 3                | 4                | В | Н | П | Мячи           | О  |
| - | ----------------------------- | ---------------- | --------------- | ---------------- | ---------------- | - | - | - | -------------- | -- |
| 1 | «Водник» (Усть-Кут)           |                  | 4:3 4:2 0:7 2:3 | 3:4 5:3 4:3 4:4  | 6:0 11:1 5:2 8:1 | 8 | 1 | 3 | 56 — 33 = + 23 | 17 |
| 2 | «Амур» (Комсомольск-на-Амуре) | 7:0 3:2 3:4 2:4  |                 | 3:0 2:3 0:2 3:2  | 5:3 8:2 6:3 3:3  | 7 | 1 | 4 | 45 — 28 = + 17 | 15 |
| 3 | «Сибсельмаш» (Новосибирск)    | 3:4 4:4 4:3 3:5  | 2:0 2:3 0:3 3:2 |                  | 11:2 3:1 3:3 2:3 | 5 | 2 | 5 | 40 — 33 = + 7  | 12 |
| 4 | «Восток» (Арсеньев)           | 2:5 1:8 0:6 1:11 | 3:6 3:3 3:5 2:8 | 3:3 3:2 2:11 1:3 |                  | 1 | 2 | 9 | 24 — 71 = — 47 | 4  |

### Финал
Прошёл в Омске.
| М | Команда                       | 1   | 2   | 3   | 4   | 5   | 6   | В | Н | П | Мячи           | О  |
| - | ----------------------------- | --- | --- | --- | --- | --- | --- | - | - | - | -------------- | -- |
| 1 | «Юность» (Омск)               |     | 6:2 | 2:1 | 5:4 | 9:2 | 4:3 | 5 | 0 | 0 | 26 — 12 = + 14 | 10 |
| 2 | «Север» (Северодвинск)        | 2:6 |     | 7:4 | 4:1 | 6:3 | 4:3 | 4 | 0 | 1 | 23 — 17 = + 6  | 8  |
| 3 | «Фили» (Москва)               | 1:2 | 4:7 |     | 3:3 | 8:3 | 5:2 | 2 | 1 | 2 | 21 — 17 = + 4  | 5  |
| 4 | «Хромпик» (Первоуральск)      | 4:5 | 1:4 | 3:3 |     | 2:0 | 4:2 | 2 | 1 | 2 | 14 — 14 = 0    | 5  |
| 5 | «Амур» (Комсомольск-на-Амуре) | 2:9 | 3:6 | 3:8 | 0:2 |     | 7:3 | 1 | 0 | 4 | 15 — 28 = — 13 | 2  |
| 6 | «Водник» (Усть-Кут)           | 3:4 | 3:4 | 2:5 | 2:4 | 3:7 |     | 0 | 0 | 5 | 13 — 24 = — 11 | 0  |

- «Юность» (Омск) (16 игроков): Владимир Тюрнин, Амир Хайруллин − Юрий Акищев (9), Юрий Варзин (23), Виктор Галкин (21), Виктор Дёмин, Виктор Екимов, Сергей Жбанков (1), Виктор Ивлев, Владимир Костюк (1), Александр Майорин (26), Александр Найданов (43), Юрий Непомнющий (18), Василий Першин (8), Владимир Созинов (14), Владимир Юдин (19). Главный тренер Анатолий Николаевич Лысенко.

Право выступать в высшей лиге завоевала «Юность» (Омск).

## Вторая группа класса «А»
Соревнования прошли с 31 января по 27 февраля 1976 года. На предварительном этапе 43 команды, разбитые на семь зон, определили победителей. В финальном турнире участвовали победители зон, которые определили победителя второй группы класса «А» и обладателя путёвки в первую группу.
- Первая зона. (Улан-Удэ). Победитель «Нефтяник» (Хабаровск).
- Вторая зона. (Омск). Победитель «Буревестник» (Омск).
- Третья зона. (Юрюзань), Челябинская область. Победитель «Вымпел» (Юрюзань).
- Четвёртая зона. (Воткинск), Удмуртская АССР. Победитель «Знамя» (Воткинск), Удмуртская АССР.
- Пятая зона. (Балахна), Горьковская область. Победитель «Волна» (Балахна).
- Шестая зона. (Калинин). Победитель «Вымпел»-2 (Калининград).
- Седьмая зона. (Киров). Победитель «Шинник» (Киров).

### Финальный турнир второй группы класса «А»
Заключительный этап соревнований состоялся в Воткинске.
| М | Команда                  | 1   | 2   | 3   | 4   | 5   | 6   | 7   | В | Н | П | Мячи           | О  |
| - | ------------------------ | --- | --- | --- | --- | --- | --- | --- | - | - | - | -------------- | -- |
| 1 | «Шинник» (Киров)         |     | 4:3 | 3:1 | 2:1 | 3:2 | 2:4 | 6:2 | 5 | 0 | 1 | 20 — 13 + 7    | 10 |
| 2 | «Нефтяник» (Хабаровск)   | 3:4 |     | 4:3 | 4:1 | 1:3 | 9:1 | 9:1 | 4 | 0 | 2 | 30 — 13 = + 17 | 8  |
| 3 | «Буревестник» (Омск)     | 1:3 | 3:4 |     | 2:1 | 4:3 | 7:3 | 6:2 | 4 | 0 | 2 | 23 — 16 = + 7  | 8  |
| 4 | «Вымпел»-2 (Калининград) | 1:2 | 1:4 | 1:2 |     | 6:2 | 6:2 | 3:1 | 3 | 0 | 3 | 18 — 13 = + 5  | 6  |
| 5 | «Волна» (Балахна)        | 2:3 | 3:1 | 3:4 | 2:6 |     | 5:2 | 7:4 | 3 | 0 | 3 | 22 — 20 = + 2  | 6  |
| 6 | «Знамя» (Воткинск)       | 4:2 | 1:9 | 3:7 | 2:6 | 2:5 |     | 3:1 | 2 | 0 | 4 | 15 — 30 = — 15 | 4  |
| 7 | «Вымпел» (Юрюзань)       | 2:6 | 1:9 | 2:6 | 1:3 | 4:7 | 1:3 |     | 0 | 0 | 5 | 11 — 34 = — 23 | 0  |

- «Шинник» (Киров): Г. Михеев — В. Баранов, Н. Башмаков, В. Береснев, В. Варблане, А. Вшивцев, В. Домашних, В. Ленских, А. Ложкин, Ю. Марков, В. Метелёв, В. Морозов, Л. Одегов, В. Тимошкин. Тренеры — В. Л. Кощеев и А. П. Махнёв.

«Шинник» (Киров) завоевал право выступать в первой группе класса «А», однако впоследствии эта команда отказалась от повышения в классе. Решением Федерации хоккея с мячом РСФСР место в первой группе получило «Знамя» (Воткинск).